# Palestine (Texas)
Pour les articles homonymes, voir Palestine.
Palestine est une ville du Texas de l'Est, aux États-Unis, et le siège du comté d'Anderson. Avec Galveston, c’est une des villes historiques de cet État, avec des demeures victoriennes du début du XIXe siècle. 
Une des attractions de cette ville est le terminus du Texas State Railroad (en), ligne de 40 km, reliant Rusk à Palestine, créé en 1896 (locomotive à vapeur). La ville comporte également plusieurs musées : 
- Musée de la culture du Texas de l'Est, en anglais : Museum of East Texas Culture.
- Curious Museum, sur Royall Street, dans l'esprit de l'Exploratorium à San Francisco.
- Musée de la Texas State Railroad Society, situé dans la bibliothèque Carnegie du centre-ville.
- Maison Howard (en).

Le nom de la ville fait référence à la région de Palestine, désignation romaine de la Terre sainte.